# Пеория (племе)
Вижте пояснителната страница за други значения на Пеория.
Пеория (на английски: Peoria) е северноамериканско индианско племе, част от Конфедерацията илиной, което преди 1640 г. живее на територията на североизточна Айова, югозападен Уисконсин и североизточен Илинойс. След 1673 г. се преместват до река Илинойс до днешния Пеория, където впоследствие абсорбират в редиците си няколко сродни племена. След 1763 г. мигрират към североизточно Мисури. През 1832 г. се отказват от всичките си земи на изток и се преместват в Канзас, където получават резерват по река Осейдж. През 1852 г. към тях се присъединяват каскаския, пианкашо и уеа. Обединеното племе вече известно само като пеория през 1867 г. купува земя от куапо и се премества в североизточна Оклахома. С течение на времето пеория силно се смесват с бялото и цветнокожо население и днес е почти невъзможно да се открие чистокръвен пеория. През 1956 г. правителството прекратява племенния им статут. Федералното им признаване е възстановено отново през април 1978 г. Пеория племето на Оклахома (пеория, пианкашо, каскаския и уеа) се управлява от племенен съвет със седалище в Маями – Оклахома. Същевременно племето е член и на Интер племенния съвет, в който влизат 8 малки племена, живеещи в окръг Отава.
В края на 20 век племето има 2639 записани членове.